# Federico Carlos Gravina y Nápoli
Federico Carlos Gravina y Nápoli (ur. 12 sierpnia 1756 w Palermo, zm. 9 maja 1806 w Kadyksie) – hiszpański arystokrata, dyplomata i admirał, dowódca eskadry hiszpańskiej w bitwie pod Trafalgarem.
Federico Carlos Gravina urodził się w Palermo w Królestwie Sycylii, w rodzinie hiszpańskich grandów. Przez niektórych, w tym Napoleona, uważany był za pozamałżeńskiego syna Karola Burbona. W 1775 roku rozpoczął służbę w marynarce hiszpańskiej, w latach 1779−1782 wziął udział w oblężeniu Gibraltaru.
Uczestniczył w działaniach floty hiszpańskiej na Karaibach, Atlantyku i Morzu Śródziemnym, w 1784 roku jako dowódca fregaty "Rosa" odbył wizytę w Konstantynopolu, przez pewien czas przebywał również w Wielkiej Brytanii.
W 1792 roku posiadał już rangę kontradmirała (hiszp.: Jefe de Escuadra), zaś dwa lata później wiceadmirała (Teniente General). W 1793 roku, podczas oblężenia Tulonu, został ranny. Od 1796 roku dowodził połączonymi eskadrami okrętów francuskich i hiszpańskich. W latach 1804−1805 był ambasadorem Hiszpanii w Paryżu, doprowadzając do ścisłej współpracy militarnej obydwu państw.
W bitwie pod Trafalgarem (21 października 1805) i poprzedzających ją działaniach dowodził jako Capitán General de la Armada hiszpańską flotą liniową, wykazując się odwagą, wolą walki i umiejętnościami żeglarskimi. Śmiertelnie ranny podczas bitwy, został przewieziony do Kadyksu, gdzie zmarł 9 maja (według K. Gerlacha 2 lutego) 1806 roku.